# Eberstein-Naugard
Grafowie Eberstein-Naugard – pomorski ród szlachecki, tytułujący się jako Grafowie von Eberstein, Panowie Ziemi Nowogardzkiej. Od XIII do XVII wieku własnością rodu było hrabstwo Naugard (dziś: Nowogard) na terenie Biskupstwa Kamieńskiego.

## Historia
Protoplasta rodu, Otto von Eberstein, pochodził z dolnosaksońskiej gałęzi rodziny Everstein. Źródła pomorskie wymieniają go po raz pierwszy w roku 1274. Jego wuj, biskup Hermann von Gleichen, przekazał mu zamek i osadę Nowogard wraz z 700 łanami (niem. Hufen) ziemi. W 1309 r. potomkowie Otto von Ebersteina nadali Nowogardowi prawa miejskie.
Grafowie Eberstein znani byli z waśni z innymi pomorskim rodami szlacheckimi. W sporze o dobra w Płotach (Plathe) między Ludwigiem i Albrechtem Ebersteinami a Dinniesem von der Osten i jego synem Ewaldem rozstrzygał w latach 1479 i 1480 książę Bogusław X.
Stali się także właścicielami ziemi maszewskiej (Massow). Od 1481 roku była im ona oddana pod zastaw, a w 1523 roku Bogusław X przekazał ziemię i miasto Maszewo grafowi Georgowi I.
W kwestiach politycznych grafowie Eberstein-Naugard popierali swoich zwierzchników, biskupów kamieńskich, i podobnie jak oni utrzymywali bliskie stosunki z margrabiami brandenburskimi. W 1472 roku młody graf Ludwig von Eberstein został mianowany jako „postulatus” Biskupstwa Kamieńskiego. Ponieważ biskup wyznaczony przez papieża nie pojawił się na kapitule, Ludwig administrował diecezją do 1479 roku. W 1518 r. zatwierdzenie Wolfganga von Ebersteina jako koadiutora biskupstwa zostało cofnięte za namową Bogusława X.
Męska linia rodu wymarła 3 grudnia 1663 roku wraz ze śmiercią Ludwiga Christopha von Ebersteina. W 1665 roku hrabstwo nowogardzkie przekazano Ernestowi Bogusławowi von Croy. Po jego śmierci w 1684 przeszło pod zarząd brandenbursko-pruski.

## Przedstawiciele
- Kaspar Graf von Eberstein (1604-1644), heski generał porucznik.
- Ludwig Graf von Eberstein, biskup-elekt kamieński.
- Ludwig Graf von Eberstein (1527-1590), przedstawiciel ziemiaństwa pomorskiego.
- Stephan Heinrich Graf von Eberstein (1533–1613), dyplomata książąt pomorskich.
- Agnes Gräfin von Everstein (1600-1655), dama dworu cesarskiego.